# Photinia birmanensis
Photinia birmanensis är en rosväxtart som beskrevs av C. K. Schneider. Photinia birmanensis ingår i släktet Photinia och familjen rosväxter. Inga underarter finns listade i Catalogue of Life.